# Åsängekyrkan
Åsängekyrkan är en kyrkobyggnad i Valbo, Gävle kommun.